# Bernard Muldworf
Bernard Muldworf, né le 14 octobre 1923 à Radzyń Podlaski (Pologne) et mort le 6 avril 2019 à Rueil-Malmaison, est un psychiatre et psychanalyste français d'origine polonaise. Il est résistant durant la Seconde Guerre mondiale.

## Engagement et prise de position
Bernard Muldworf est membre du Parti communiste français de 1946 à 1978.
Il est l'un des 70 signataires de la pétition concernant la majorité sexuelle parue dans Le Monde le 26 janvier 1977. Il s'exprime à ce propos en 2001, indiquant qu'il avait « signé la pétition par solidarité avec le mouvement, non par adhésion aux idées », « dans un contexte précis », et qu'il ne la signerait « certainement pas [aujourd'hui] ».

## Publications
- L’Adultère, Casterman, 1970
- Sexualité et féminité, Éditions sociales, 1970
- Le Métier de père, Casterman, 1972
- Liberté sexuelle et besoins psychologiques, Le Pavillon Roger Maria, 1972
- Vers la société érotique, Grasset, 1972
- Le Divan et le Prolétaire, Messidor, 1986
- Militer quelle folie !, Messidor, 1991
- Figures de croyances, amour, foi et engagement militant, L’Harmattan, 2000
- Je t’aime, moi aussi. Les conflits amoureux, les comprendre, Marabout, 2002